# Grammarly
Grammarly ist ein US-amerikanisches Softwareunternehmen. Es betreibt einen KI-basierten Schreibassistenten, der Texte in englischer Sprache überprüft und verbessert. Außerdem können die Benutzer mithilfe von Grammarlys generativen KI-Funktionen Ideen generieren, Texte verfassen, personalisieren und interpretieren.
Mit Stand 2023 nutzen täglich mehr als 30 Millionen Menschen (DAU), darunter 50.000 Business-Accounts, die Schreibassistenz-Software von Grammarly, um ihre Ausdrucksweise im Englischen zu verbessern. Grammarly funktioniert in mehr als 500.000 Anwendungen und Websites, darunter E-Mail-Clients, Unternehmenssoftware und Textverarbeitungsprogramme. Die Software von Grammarly kann im Rahmen eines Abonnements in verschiedenen Leistungs- und Preisklassen nach dem Prinzip Software as a Service erworben werden.
Grammarly hat seinen Hauptsitz in San Francisco und weitere Büros in New York City, Kiew, Vancouver und Berlin. Der Berliner Hub des Unternehmens wurde 2022 eröffnet. Das Unternehmen beschäftigt weltweit über 1000 Mitarbeiter, die in einem Remote-First-Hybrid-Modell arbeiten.

## Geschichte
Grammarly wurde 2009 von den Ukrainern Alex Shevchenko, Max Lytvyn und Dmytro Lider gegründet. Im Mai 2017 erhielt das Unternehmen in seiner ersten Finanzierungsrunde 110 Millionen US-Dollar von General Catalyst, IVP und Spark Capital. Im Jahr 2018 hat Grammarly die Beta-Version seiner Browser-Erweiterung veröffentlicht, die für Google Docs optimiert ist.
Im Oktober 2019 sammelte das Unternehmen in der zweiten Finanzierungsrunde 90 Millionen US-Dollar ein, bei einer Bewertung von mehr als einer Milliarde US-Dollar. Im November 2021 sammelte das Unternehmen unter der Leitung von Baillie Gifford und von BlackRock verwalteten Fonds 200 Millionen US-Dollar ein, um weiter in seine KI-Technologie zu investieren und sein Wachstum zu beschleunigen. Nach der dritten Finanzierungsrunde kam Grammarly auf eine Unternehmensbewertung von knapp 13 Milliarden US-Dollar.

## Auszeichnungen
- Fast Company’s World’s Most Innovative Companies, 2022
- TIME100 Most Influential Companies, 2022
- Forbes Cloud 100, 2021, 2022, 2023
- The Software Report’s Top 100 Software Companies, 2021
- Inc.’s Best Workplaces, 2021, 2022, 2023
- Glassdoor Best Places to Work,  2022